# Beyond Re-Animator
Beyond Re-Animator (auch als Re-Animator 3 im Verkauf) ist eine 2003 in den USA und Spanien produzierte Horrorkomödie mit Body-Horror-Elementen. Er ist der dritte Teil der Re-Animator-Reihe, die 1985 begann und 1990 mit Bride of Re-Animator fortgesetzt wurde.

## Handlung
Herbert Wests Experiment, eine Frau zu erschaffen, schlug fehl und er wurde verhaftet. Am Ort war nur ein kleiner Junge, der von der Farbe des Nanoplasmas fasziniert war und sofort die Spritze einsteckte.
Dr. West sitzt 13 Jahre später immer noch im Gefängnis und führt seine Experimente an Ratten weiter. Er ist sich sicher, jetzt endgültig den Durchbruch erlangt zu haben: Das Nanoplasma scheint den wiederbelebten willenlosen Zombies wieder ihre ursprüngliche Persönlichkeit zurückzugeben. Der Junge ist mittlerweile ein erwachsener Arzt geworden. Immer noch beeindruckt von Wests Mittel, lässt er sich als Gefängnisarzt in die Anstalt von Herbert West versetzen.
Wieder im Besitz seines geliebten neongrünen Mittelchens beginnt West von neuem Menschen wiederzubeleben. Doch auch sein scheinbar narrensicheres Nanoplasma scheint Nebenwirkungen zu haben und dann ist da auch noch dieser gewaltige Insassenaufstand. Die beiden Katastrophen nehmen Kurs aufeinander, um sich im ultimativen Desaster zu vereinen.

## Kritik
Das Lexikon des internationalen Films schreibt: „Dritter Teil einer Filmserie, die den klassischen „Frankenstein“-Stoff trivialisiert und allenfalls durch übertriebene Splatter-Effekte auffällt.“